# دنیزبانک
دنیزبانک (به ترکی استانبولی: DenizBank) شرکت خدمات مالی و بانکداری ترکیه‌ای است، که در زمینه ارائه خدمات بانکداری خرد، بانکداری سرمایه‌گذاری، بانکداری شرکتی و مدیریت سرمایه‌گذاری فعالیت می‌کند. دنیزبانک در سال ۱۹۳۸ تأسیس شد و در حال حاضر مالک شبکه‌ای از ۶۸۸ شعبه در سراسر ترکیه می‌باشد.

## تاریخچه
شرکت زورلو هلدینگ در سال ۱۹۹۷ با اخذ مجوز بانکی از اداره خصوصی‌سازی، دنیز بانک را در دست گرفت. در تاریخچهٔ این بانک سه بار سهامداران آن تغییر یافته‌اند و یکبار نیز سهام آن به عموم عرضه شده‌است.
در چارچوب مطالعات هویت سازمانی در سال ۱۹۹۷ برای استخدام پرسنل جدید و افتتاح شعب در همه شهرهای ترکیه، این بانک با اجرای برنامه «بازگشت به زندگی» درچهارچوب هویت جدید شرکت فعالیت خود را ادامه داد.
دنیز بانک پس از پیوستن به دکسیا یکی از پیشرفته‌ترین گروه‌های مالی اروپا در اکتبر ۲۰۰۶ فعالیت‌های خود را به صورت گسترده ادامه داد. همچنین این بانک از ۲۸ سپتامبر ۲۰۱۲ زیر سقف sberbank بزرگترین بانک روسیه قرار گرفت. سرانجام در سال ۲۰۱۹ سبربانک روسیه، دنیز بانک را به شرکت Emirates NBD مستقر در امارات متحدهٔ عربی فروخت.
شعبه مرکزی این بانک در شهر استانبول، ترکیه قرار دارد و سهام آن در بازار بورس استانبول معامله می‌شود. بانک روسی اسبربانک هم‌اکنون سهام‌دار اصلی دنیزبانک می‌باشد. گروه خدمات مالی دنیزبانک علاوه بر دنیزبانک دارای پنج شرکت داخلی و سه شرکت بین‌المللی و شش شرکت تابعه غیر مالی داخلی و شعبه ای در بحرین است.
در حال حاضر با بیش از ۷۰۰ شعبه در سراسر ترکیه و با ۱۰ هزار کارمند یکی از معروف‌ترین و معتبرترین بانک‌های ترکیه به‌شمار می‌آید. همچنین این بانک جزء بانک‌های مورد اعتماد در ترکیه است که مشتریان بسیاری را تا کنون از خود راضی نگه داشته‌است. شما نیزبرای افتتاح حساب بانکی در ترکیه می‌توانید به این بانک اعتماد کنید. این بانک اسپانسر لیگ قهرمانان والیبال اروپا است.